# Janice Blok
Janice Blok (Rotterdam, 12 oktober 1991) is een Nederlands actrice, zangeres en influencer actief via TikTok en Instagram. Ze speelde in diverse films en series, waaronder De Tatta's, Expeditie Cupido en Vuur & vlam.

## Levensloop
Blok maakte in 2007 haar acteerdebuut in de televisieserie Biobits, waarin ze de rol van Laura vertolkte. Een jaar later, in april 2008, vertolkte ze de rol van Anissa in de serie Station Urbantime.
Blok was samen met Aïcha Gill en Saja Katte onderdeel van de meidengroep Sway en deden als die groep mee aan het vierde seizoen van RTL 4-programma X Factor. Sway werd daar begeleid door Angela Groothuizen en behaalde de zevende plaats. Na hun deelname trad ze met Sway drie jaar op tijdens de theatertournees van Groothuizen.
In oktober 2013 maakte Blok haar filmdebuut in de film The V: Return of the Galaxy. Hierna was het een aantal jaar stil, totdat zij in december 2022 de rol van Marleen ging vertolken in de bioscoopfilm De Tatta's. Ze hernam deze rol in de vervolgfilm De Tatta's 2 uit 2023. In de jaren die volgde speelde Blok mee in meerdere films, waaronder Expeditie Cupido, Vuur & vlam en Juffrouw Pots.
Naast haar werkzaamheden als actrice en zangeres is Blok actief als influencer via TikTok en Instagram. Hier heeft ze in mei 2025 op beide platforms elk rond de 300.000 volgers. Daarnaast deed Blok mee aan verschillende televisieprogramma's, waaronder Echte meisjes in de jungle, Secret Duets, No Way Back VIPS en Stars on Stage.

## Privé
Blok had van najaar 2019 tot en met oktober 2021 een relatie met acteur en mediapersoonlijkheid Donny Roelvink.

## Filmografie

### Film
- 2013: The V: Return of the Galaxy, als agent Walker
- 2022: De Tatta's, als Marleen
- 2023: De Tatta's 2, als Marleen
- 2024: Expeditie Cupido, als Estelle
- 2024: Vuur & vlam, als Babs
- 2025: Juffrouw Pots, als Annet Stommel

### Televisie

#### Als actrice
- 2007: Biobits, als Laura
- 2008: Station Urbantime, als Anissa

#### Overig
- 2011: X Factor, met meidengroep Sway
- 2022: De Alleskunner VIPS, eindigde op de 24e plek
- 2022: Killer Camp, deelnemer[17]
- 2023: Echte meisjes in de jungle, eindigde op de vijfde plek
- 2023: Secret Duets, als 'secret singer'
- 2023: Back on the Beach, presentatrice[18]
- 2024: That's My Jam, deelnemer samen met Trijntje Oosterhuis
- 2025: No Way Back VIPS, deelnemer
- 2025: Stars on Stage, deelnemer
- 2025: Hart tegen hart, deelnemer samen met Jan Versteegh

## Discografie

### Nummers met noteringen in een hitlijst
| Lied                                                           | Verschijnen     | Hitlijsten  | Hitlijsten  | Hitlijsten   | Hitlijsten   | Opmerkingen                                                           |
| Lied                                                           | Verschijnen     | NL (Top 40) | NL (Top 40) | NL (Top 100) | NL (Top 100) | Opmerkingen                                                           |
| Lied                                                           | Verschijnen     | Piek        | Weken       | Piek         | Weken        | Opmerkingen                                                           |
| -------------------------------------------------------------- | --------------- | ----------- | ----------- | ------------ | ------------ | --------------------------------------------------------------------- |
| Zal er voor je zijn (met Project Hyplified, Bollebof en Tur-G) | 2 december 2012 | —           | —           | —            | —            | als onderdeel van Sway / soundtrack voor de film De groeten van Mike! |
| Stop and Share                                                 | 23 maart 2013   | —           | —           | 34           | 8            | als onderdeel van Sway                                                |